# LRRC17
LRRC17‏ (Leucine rich repeat containing 17) هوَ بروتين يُشَفر بواسطة جين LRRC17 في الإنسان.